# شمس‌آباد معتمد
شمس‌آباد معتمد یک روستا در ایران است که در دهستان حکیم‌آباد شهرستان زرندیه واقع شده‌است.